# Mattias Eklundh

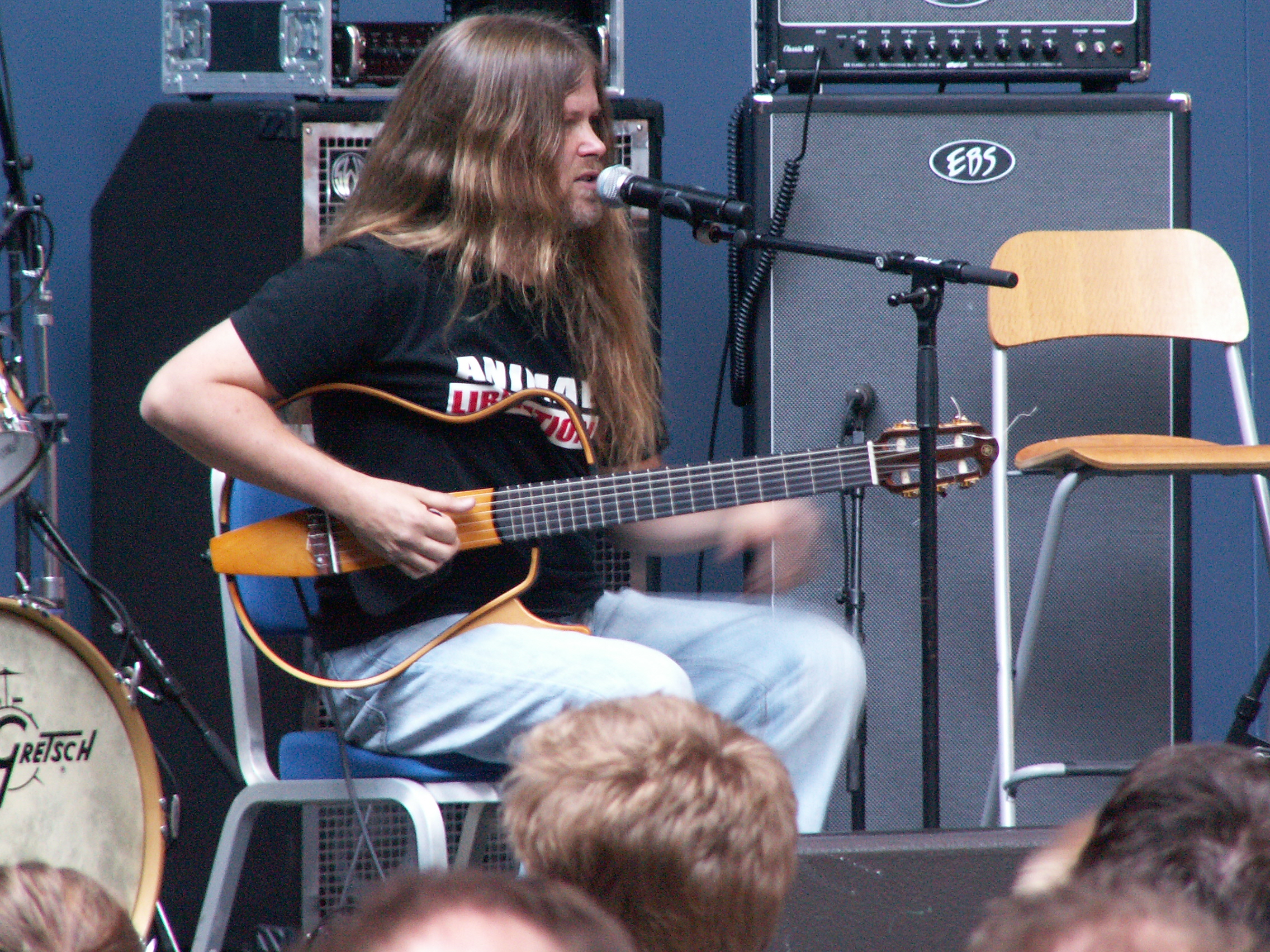
Mattias Eklundh an einer Stummen Gitarre

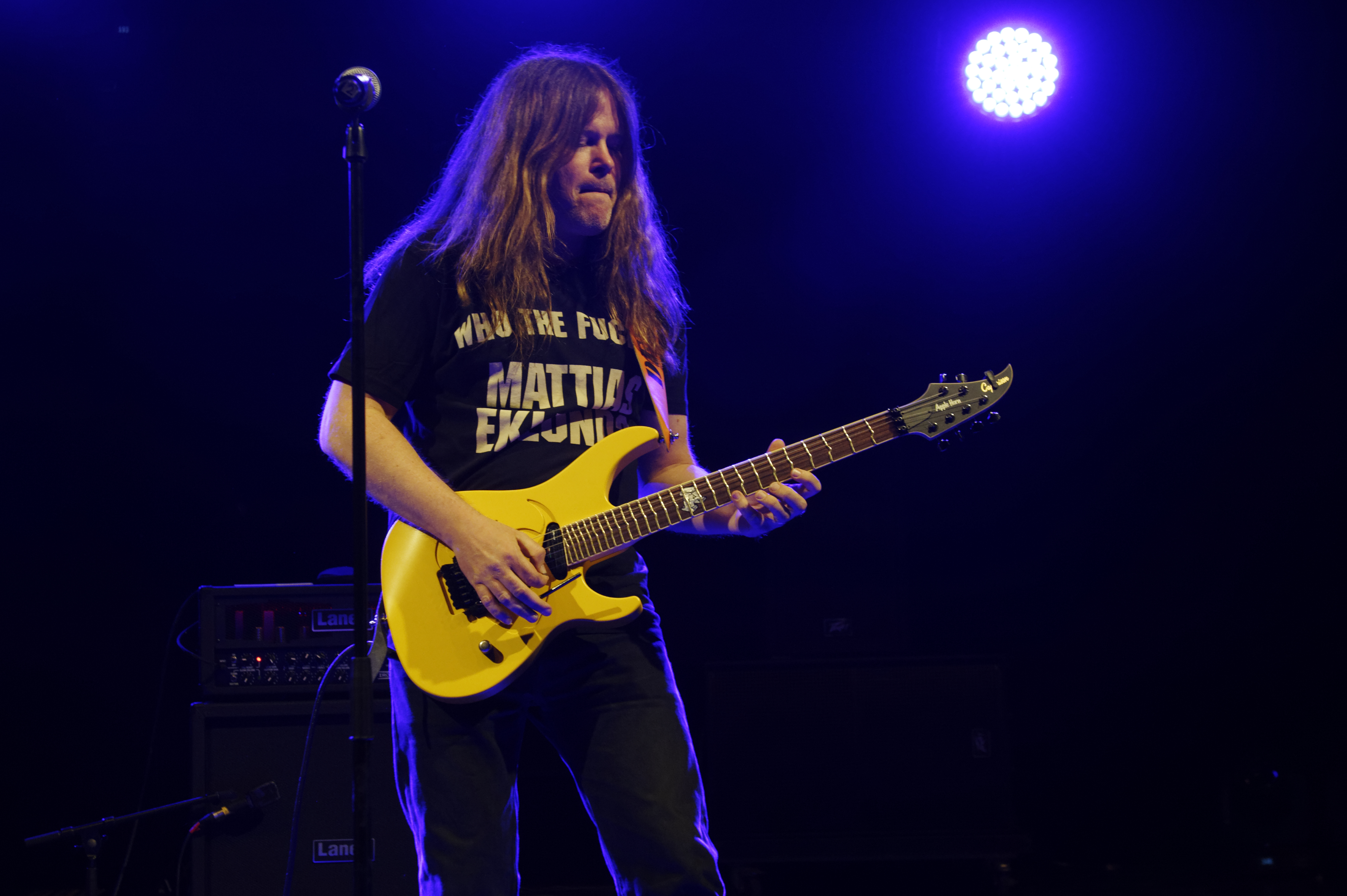
Mattias „IA“ Eklundh auf der Musikmesse 2013 in Frankfurt

Mattias „IA“ Eklundh (* 1969 in Göteborg) ist ein schwedischer Gitarrist und Sänger, bekannt für seine Band Freak Kitchen und sein Mitwirken bei Frozen Eyes, Fate, dem Jonas Hellborg-Trio und Art Metal. Er hat auch Solo-Alben unter dem Namen Freak Guitar veröffentlicht und spielt Gitarre auf drei Alben von Soilwork.

## Biografie
Eklundh erlernte das Schlagzeugspiel im Alter von sechs Jahren. Mit dreizehn Jahren wechselte er zur E-Gitarre. Nach eigener Aussage zählen die Musiker Frank Zappa und Paul Gilbert sowie die Band Kiss zu seinen Haupteinflüssen. Er besitzt aber auch Alben von Miles Davis und Slayer.
Mitte der 1980er gründete Eklundh die Band Frozen Eyes, die sich aber schon bald nach der Veröffentlichung ihres ersten Albums 1988 wieder auflöste. Bald darauf wurde er Mitglied der dänischen Metal-Band Fate. Er spielte Gitarre auf ihrem Album Scratch´n Sniff von 1990.
Nachdem er wieder nach Schweden zurückgekehrt war, gründete er 1992 seine eigene Band Freak Kitchen mit dem früheren Frozen Eyes-Schlagzeuger Joakim Sjöberg und dem Bassisten Christian Grönlund. Die Band spielte 8 Jahre lang in dieser Besetzung, bis Sjöberg und Grönlund 2000 die Band verließen und durch Christer Örtefors und Björn Fryklund ersetzt wurden.
Neben seinen Freak Kitchen-Alben hat Eklundh drei Soloalben aufgenommen und war Gast-Musiker bei vielen schwedischen Heavy-Bands wie Evergrey und Soilwork. Seine Freak Guitar-Solo-Alben wurden von Steve Vais Plattenfirma Favored Nations veröffentlicht.
Im Jahre 2005 arbeitete er zusammen mit dem schwedischen Jazz-Bassisten Jonas Hellborg und dem Schlagzeuger Niclas Campagnol. Sie hatten ihren ersten gemeinsamen Auftritt in Mumbai, Indien, gefolgt von einer ausgedehnten Tour durch Indien.
Einmal im Jahr führt er auch eine Guitar Clinic durch, die er Freak Guitar Camp nennt.
Mattias Eklundh spielt Gitarren von Caparison. Die Firma hat für ihn seine Apple Horn-Gitarre angefertigt, außerdem spielt er Yamaha-Gitarren. Die Firma hat für ihn das Model Silent Guitar entworfen. Er verwendet seit langem Laney-Verstärker, zurzeit den VH100R.

## Solo-Diskografie
- Freak Guitar (2001)
- Freak Guitar – The Road Less Traveled  (2004)
- Freak Guitar – The Smorgasbord (Doppel-CD, 2013)